# 林本利
林本利（英語：LAM Pun Lee）（1962年5月12日—），香港經濟學者，專長為公共事業監管政策、企業管理，現為專欄作家及教育中心校監，教授經濟學、財富管理、企業管理及公共政策等課程 。
出名講真話, 以數據評擊不公政策, 同時會提出建議給政府考慮. 令政客冇得批評佢得把口講!
現已退休, 享受退休生活中, 間中於Facebook 分享經濟及政治睇法.

## 簡歷
林本利中學畢業於聖保羅書院，
1984年畢業於港大經濟學系，
1988年完成港大經濟系碩士學位。
1989年，到香港理工學院（現 香港理工大學）的商業學系任教職。
在理大任職到2011年，職級至會計及金融學院副教授。
任職其間於1995年完成英國布里斯托爾大學的博士學位。
離開理大後創辦了活道教學中心，開班教授理財投資（http://www.livingword.edu.hk）
林本利曾加入多個政府的諮詢委員會或研究小組，如能源諮詢委員會、藝術發展諮詢委員會、中央政策組運輸經濟學研究小組，專注研究公用事業及公共政策； 曾在國際學術期刊發表二十多篇論文，並著有十多本研究專著。曾獲政府委任多項公職，擔任電力專家證人；多次獲得教資會研究資助，以及參與企業顧問及培訓工作。兩度獲選為理大優秀員工(教學及專業社羣服務)。
他亦有撰寫報章專欄、入門級的理財投資書和中學教科書。

## 著作
- 《食水及排污服務私營化》（與陳裕昌合著），商務印書館，1997
- 《能源市場的競爭》，商務印書館，1997
- 《公用事業手冊》，壹出版，1998
- 《「入世」後的中國經濟：香港應如何定位？》（與劉佩瓊合作編著），壹出版，2003
- 《七一前後：經濟及政治形勢》，壹出版，2005
- 《理財有道》，天道，2008
- 《無信不立：拍案論盡政經不平事》，天窗出版， 2009
- 《大學歧途：高尚學府變貪腐王國》，藍天圖書，2012
- 《與我一生的理財之道》，亮光出版，2014
- 《是誰拿走了社會的公義與你口袋裡的錢？》，亮光出版，2015
- 《經濟學速成班》，亮光出版，2015
- 《林本利博士告訴你的理財80課》，亮光出版，2015
- 《逆市求生 投資有道》，亮光出版，2016
- 《退而不憂—投資自救退休計劃書》，亮光出版，2017
- 《林Sir教你如何構建投資組合》，亮光出版，2018
- 《投資者要知道恆指、港企發展的幾件事》，亮光出版，2018
- 《逆市投資錦囊》，亮光出版，2019
- 《亂市投資錦囊》，亮光出版，2020
- 《疫市投資攻略-疫症來襲入市 靜待牛市重臨》，亮光出版，2021
- 《穩站在「非典型」牛熊市》，亮光出版，2022
- 《好好理財 變老無憂》，皇冠出版，2025

### 中學教科書
- 《新高中經濟學探索》   與黃遠志, 區文顯 合著
- 《新高中企業、會計及財務概論》

## 外部連結
- 網誌：林本利 - 無信不立 （页面存档备份，存于）

Facebook: https://www.facebook.com/LamPunLee/